# إيغور بوبنيتش
إيغور بوبنيتش (بالكرواتية: Igor Bubnjić) وهو لاعب كرة قدم كرواتي في مركز قلب الدفاع ولد في يوم 17 يوليو 1992 في مدينة سبليت في كرواتيا وهو يلعب حالياً مع نادي أودينيزي وسبق له اللعب مع نادي كوبرفنيتشا وسلافن بيلوبو ولعب مع منتخب كرواتيا لكرة القدم.

## روابط خارجية
- إيغور بوبنيتش على موقع الاتحاد الأوربي (الإنجليزية)
- إيغور بوبنيتش على موقع اتحاد كرواتيا (الكرواتية)
- إيغور بوبنيتش على موقع قاعدة بيانات كرة القدم.إي يو (الإنجليزية)
- إيغور بوبنيتش على موقع ناشيونال فوتبول تيمز (الإنجليزية)
- إيغور بوبنيتش على موقع Soccerway.com (الإنجليزية)
- إيغور بوبنيتش على موقع عالم كرة القدم.نت (الإنجليزية)
- إيغور بوبنيتش على موقع AS.com (الإسبانية)